# Saxon (Wisconsin)
Saxon – miasto w Stanach Zjednoczonych, w stanie Wisconsin, w hrabstwie Iron.